# کاشی ماندگار
کاشی ماندگار طرحی است که به کنوانسیون ۲۰۰۳ برای پاسداری از میراث فرهنگی ناملموس برمی‌گردد که عنوان آن «گنجینه زندگی بشری» است. این کاشی توسط سازمان میراث فرهنگی و گردشگری، بر سر در خانه تعدادی از هنرمندان و پیشکسوتان حوزه‌های مختلف فرهنگ و هنر نصب می‌شود.  این طرح با نصب اولین کاشی بر سردر خانه ایران درودی، نقاش ایرانی آغاز شد.  ایده پرداز این طرح در ایران، پوریا سوری رئیس وقت مرکز روابط عمومی سازمان میراث فرهنگی صنایع دستی و گردشگری است.

## هنرمندان
- ایران درودی
- جواد مجابی
- احمدرضا احمدی
- ناصر مسعودی
- عباس کیارستمی
- داوود رشیدی
- یعقوب دانشدوست